# Stade viale Brin
Le stade viale Brin (en italien : stadio viale Brin), également connu sous le nom de La Piste (en italien : La Pista), est un ancien stade de football italien situé dans la ville de Terni, en Ombrie.
Le stade, doté de 6 000 places et inauguré en 1925 puis démoli dans les années 1980, servait d'enceinte à domicile à l'équipe de football du Ternana Calcio.

## Histoire
Les travaux du stade, conçus par l'ingénieur Ceccarelli, débutent en 1924 pour s'achever un an plus tard en 1925 sous le nom de stade viale Brin (du nom de la rue Viale Benedetto Brin).
Il est inauguré le 19 juillet 1925 lors d'un match nul 1-1 en amical entre les locaux du Ternana Calcio et le Tiferno 1919.
Le stade est initialement prévu pour accueillir 3 000 spectateurs.
Il porte alors le surnom de la piste en raison de la piste cyclable en asphalte entourant le terrain.
En plus de matchs de football et de compétitions cyclistes (il sert plusieurs fois d'étape pour le Tour d'Italie), le terrain a également servi pour l'équipe locale de rugby à XV dans les années 1940.
Durant la période fasciste, le stade change de nom pour s'appeler le stade del Littorio in viale Brin (en italien : Stadio del Littorio in viale Brin).
Le stade est agrandi en 1968, avec le retour du Ternana Calcio en division supérieure. Toute la ville participe alors aux travaux, dont Taddei, le président du club.
Le stade enregistre alors cette même année son record d'affluence, quant 10 000 spectateurs sont présents pour assister à une victoire 2-0 du Ternana Calcio sur la Lazio.
À la suite de l'issue du championnat et de l'inauguration du nouveau Stadio Libero Liberati le 24 août 1969, l'ancien viale Brin ferme ses portes. Le dernier match officiel à se jouer au stade a lieu le 22 juin 1969 lors d'une défaite 2-0 du Ternana contre Modène FC.
Il est démoli dans les années 1980, il ne reste aujourd'hui quasiment plus rien du stade, excepté un demi-cercle de la piste côté ouest, tandis que le reste de la zone sur laquelle il se trouvait abrite un parking réservé aux salariés de l'aciérie de Terni.